# The Nephilim
The Nephilim — другий студійний альбом англійської групи Fields of the Nephilim, який був випущений у вересні 1988 року.

## Композиції
1. Endemoniada – 7:15
2. The Watchman – 5:31
3. Phobia – 3:37
4. Moonchild – 5:40
5. Chord of Souls – 5:08
6. Shiva – 4:50
7. Celebrate – 6:23
8. Love Under Will – 7:08
9. Last Exit for the Lost – 9:42

## Учасники запису
- Карл МакКой — вокал
- Пол Райт — гітара
- Тоні Петтіт — басс
- Гарі Уіскер — саксофон
- Олександр Райт — ударні